# Бош, Франсиско
Франсиско Бош (кат. Francisco Boix; 14 августа 1920, Барселона[…] — 4 июля 1951, Париж) — испанский фотограф, который будучи заключённым в концлагере «Маутхаузен» сумел сделать там и вынести на свободу ряд фотографий.
В подростковом возрасте Бош занимался фотографией в рамках организации «Объединенной социалистической молодежи Каталонии». После победы Франко в гражданской войне ему пришлось бежать во Францию.
В начале Второй мировой войны после оккупации Франции Германией 21-летний Франсиско попал в концлагерь «Маутхаузен». Ему удалось выжить и вынести оттуда серию фотографий, которые обличали жестокие преступления нацистов и были представлены на Нюрнбергском процессе.